# Могила (Краків)
Могила (Mogiła) — колишнє село, нині у складі міста Кракова, житловий масив, що входить до 18-го округу Нова Гута.
Церковне село, що належало цистерціанському абатству в Могилі, знаходилось у другій половині XVI століття в Прошівському повіті Краківського воєводства . У 1949 році на полях у північній частині Могили почалося будівництво Нової Гути. До кінця 1950 року село було ґміною Могила. 1 січня 1951 року, як і решта Нової Гути, вся територія ґміни Могила, за винятком скупчення Пруси, була включена до Кракова.

## Історія
Згідно з легендою, назва села пов’язана з Вандою, донькою легендарного правителя Кракова — Крака, яка, не бажаючи вийти заміж за німця — Ритигера, мала втопитися у Віслі. Біля місця, де знайшли її тіло, споруджено могилу  .
У 1222 році краківський єпископ Іво Одровонж подарував село Клара Тумба цистерціанцям і заснував костел. У 1291 році назва "Могила" вперше зустрічається в документах.

## Пам'ятки
- Цистерціанське абатство з 13, 14 та 18 століть
- модринового костелу св. Варфоломія з 15 століття (один із найстаріших збережених дерев'яних костелів у Польщі)
- Вілла Рогозінського та парк
- Хата мельника
- Допоміжний піхотний форт 49 ½  "Могила"

У Могилі знаходиться Курган Ванди, де розгортається дія опери Войцеха Богуславського під назвою "Краківяни і горяни". Будівництво Нової Гути почалося на сьогоднішньому маєтку Ванди. Там, де раніше були цистерціанські ставки, знаходиться муніципальний стадіон  "Гутник Кракоів", відомий у народі як "Сухі ставки".

## Виноски
1. ↑  Województwo krakowskie w drugiej połowie XVI wieku ; Cz. 2, Komentarz, indeksy, Warszawa 2008, s. 102.
2. ↑  Strzelczyk, Jerzy (2007). Mity, podania i wierzenia dawnych Słowian. Poznań: Rebis. с. 226. ISBN 978-83-7301-973-7.
3. ↑  Mogiła // Słownik geograficzny Królestwa Polskiego. — Warszawa : Druk «Wieku», 1885. — Т. VI. — S. 585. (пол.)

## Зовнішні посилання
- Село Могила під Краковом, його цистерціанський монастир, парафіяльний костел і  курган Ванди (1899) у бібліотеці Полони